# 아즈키 나나
아즈키 나나(일본어: Azuki 七, 1974년 7월 29일 ~ )는 일본의 여성 작사가이자 키보디스트이다. 정식표기법에는 z에 사선이 들어간다. 본명은 이와이 리에(일본어: 岩井里絵다. GARNET CROW의 멤버로 1999년 인디 시절부터 2013년 6월 해체 직전까지 작사와 키보드를 담당했다. 위키백과 일본어 버전에는 아즈키 나나의 직업을 작사가, 키보디스트 외에 작가와 사진가라고 소개하고 있다.

## 개요
4,5세경부터 18, 19세경까지 피아노를 배웠다. 대학교 졸업 후, 오디션 과제로서 작사를 실시한 것을 계기로 작사가로서 활동을 시작해 몇 년간 작품 발표가 없는 시기가 계속되었다. 「태양의 나라로 가자 곧바로 ~하늘을 나는 꿈을 타고~(太陽の国へ行こうよ すぐに〜空飛ぶ夢に乗って〜)」을 오구로 마키와 공동 작사한 후, WANDS나 FIELD OF VIEW 등 소속사 내의 가수에게 작품을 제공하였다. 저서에 「80,0」(하치마루마루)라고 하는 자작 미발표 시와 사진으로 써진 시집이 있다. 키보디스트로서는 GARNET CROW에서 연주 외, 2003년에는 케스트 연주자로서 WAG 등의 라이브에 참가하였다.
작사의 경향으로는 무상관, 적막감, 죽음이라고 하는 관념적인 전문 용어나 취음자를 많이 사용하는 등의 독특한 가사 돌리기(아테지)를 쓴다. 전문 용어의 일례로서는, 아즈키 나나가 빈번히 십자가를 상징하는 액세서리를 착용하고 있는 것에서 알 수 있듯이, 크리스트교, 불교 등, 복수의 종교나 신화가 있다. 대표적인 단어로서 유태교 및 크리스트교에서는 「JESUS」나, 구약 성서의 민수기 35장부터 「도주할 마을(逃れの町)」 등, 불교 개념에서는 「윤회」나 「삼도내」등을 들 수 있다. 또, 예술에 영향을 받았을 것이다. 관용구도 자주 사용하고 있는 것도 특징이며, 문학 작품으로부터 「푸른 꽃」이나 「노바리스의 문」, 「사간」, 「Duras」, 「HUMAN LOST」등 , 회화에서는 「Rembrandt」, 「Ophelia」, 「Serusier」등을 관용구로서 들 수 있다.
또 「기본 여성 보컬은 싫다」고 말하지만 「(나카무라)의 소리나 코러스·워크에 베타보레」인것 같아서, 가사도 명확하게 표현하고 싶은 것이 있는 것이 아니라, 그녀의 소리나 곡에 의해서 나타나고 있는 곳이 크다. 가사의 해석에 관해서도 「받는 방법은 사람 각자」 「만든 것이 작품이 아니라, 그것을 받아 들이는 사람이 받아 들여 부풀어 오른 만큼만 거기에서 태어난 공간이 작품」이라고 해, 스스로 명언하는 일은 없다.
주 3~4권의 책을 읽는 독서가이며, 그 외에도, 스키, 다이빙, 텔레비전 게임, 코스프레, 도예, 흙 만져(본인 자신의 표현에 의한다), 낚시해, 이탈리안 요리, 등산, archery라고 한 폭넓은 취미를 가진다.인터뷰등에서는 칸사이 사투리로 이야기하고 있다.사진 촬영에도 조예가 깊고, 그 작품은 CD쟈켓이나 저서로 볼 수 있다.좋아하는 음식은 「허브계의 것」.싫은 음식은 「우유」.
오키나와의 요정 「なごまがり」에는 멤버 나카무라 유리와 방문했을 때의 싸인(2006.9.9)와 사진이 장식되어 있다.

## GARNET CROW 해제 이후
GARNET CROW해체 후 아즈키 나나는 작사가로 활동하면서, 본명 이와이 리에는 관서지방에서 정치활동을 하고 있다. ＮＰＯ法人教育再生・地方議員百人と市民の会의 오사카지부에 참가한 것으로 보아 이 단체의 회원인 것으로 추측된다. ＮＰＯ法人教育再生・地方議員百人と市民の会는 위안부 증거 없음, 고노담화 부정 등을 주장하는 우익단체이다. 이와이 리에의 이런 활동으로 인해 일본 현지 팬은 물론이고 국내 및 해외 팬들도 크게 실망하였다.

## 작사 제공
- 이와타 사유리 「하늘색 고양이(空色の猫)」
- 우에하라 아즈미  「푸르고 푸른 이 지구에(青い青いこの地球に)」「Special Holynight」 (두 곡 모두 우에하라 아즈미와 작사)
- 오구로 마키 「태양의 나라로 가자 곧바로 ~하늘을 나는 꿈을 타고~(太陽の国へ行こうよ すぐに〜空飛ぶ夢に乗って〜)」 (공동 작사)
- 오카모토 히토시（「SUPER LIGHT」이름을 포함）「First fine day」 「joyride」 「Res-no」 「Sweet×2 Summer Rain」 「Happy Trash」 「a first fine day|手遅れな再会(뒤늦은 재회)」 「Stray Beast」 「翼(날개)」 「LOST CHILD」 「Autumn Sky」 「静寂の間に(고요한 동안에)」 「It's only one」 「sphere」 「海鳴り(바다새)」
- 키시모토조 히츠지 「미Q!?-미궁-MAKE★YOU-(迷Q!?-迷宮-MAKE★YOU-)」「OPEN YOUR HEART」「사랑하는 네가 옆에 있다면(愛する君が傍にいれば)」「보고 싶어서(会いたくて)」「신경쓰지 말아요(カマワナイデ)」「같은 세계에서(同じ世界で)」「SODA POP」「reigning star」「Yes or No?」?」「보이지 않는 스토리(みえないストーリー)」「It's so easy...」「바람으로 향해 걷듯이(風に向かい歩くように)」「멋진 꿈 꿔(素敵な夢みようね)」「Dessert Days」「NEVER CHANGE」「NON-FICTION・GAME 」
- Soul Crusaders 「SAFETY LOVE」 「감상(感傷)」 「Free my mind」「Lonesome Tonight ~너만 보고 있어~(Lonesome Tonight 〜君だけ見つめてる〜)」「Resolution」「DO YOU FEEL LIKE I LIKE?」「Holiday」
- 타카오카 아이 「To Beat The Blues」 「Summer Flooding」 「Never to Return」「여름 어느 날에(夏のある日に)」
- 타케이 시오리 「조용한 멜로디(静かなるメロディー)」「close line」「널 사랑해(君に恋してる)」「저녁 뜸(夕凪)」「연분홍색(桜色)」「반드시 사랑이 되지 않아(きっともう恋にはならない)」「Like a little Love」
- DEEN 「머나먼 미래에(遠い遠い未来へ)」
- 하라주쿠 론 챠즈(Harajukuロンチャーズ)「기분은 Super Girl!(気分はSuper Girl!)」（커버곡이라고 할 수 있는 클로버의「미래에 권유(未来へススメ)」의 커플링 곡에 수록）
- FIELD OF VIEW 「CRASH」「푸른 우산으로(青い傘で)」
- MEG「clair de lune」（앨범 : CONTINUE）（GARNET CROW 해체 후 처음으로 제공한 작품)
- WAG 「Free Magic」「슬픈 비(悲しみの雨)」 (공동 작사)
- WANDS「「오늘 무언가의 탄력으로 살아가고 있어(今日、ナニカノハズミデ生きている)」」

## 서적
- 「80,0」(주식회사 제이 락 매거진사, 2001년 1월 31일(ISBN 4-916019-25-3 C0095))

## 관련 서적
- GARNET CROW 「GARNET CROW photoscope 2005 ~5th Anniversary~」(주식회사 제이 락 매거진사, 2005년 1월 21일(ISBN 4-916019-41-5 C0073))

## 같이 보기
- 오카모토 히토시